# 拉韦尔讷
拉韦尔讷（法語：Lavernhe）是法国阿韦龙省的一个市镇，属于罗德兹区和塔恩与科斯县（Tarn et Causses）。该市镇2009年时的人口为220人。

## 人口
拉韦尔讷人口变化图示
| 数据来源：INSEE |